# Sikka (India)
Sikka is een census town in het district Jamnagar van de Indiase staat Gujarat. 

## Demografie
Volgens de Indiase volkstelling van 2001 wonen er 17699 mensen in Sikka, waarvan 52% mannelijk en 48% vrouwelijk is. De plaats heeft een alfabetiseringsgraad van 44%. 